# 曹沖
曹沖（そう ちゅう、建安元年（196年） - 建安13年（208年））は、中国後漢末期の人物。字は倉舒（そうじょ）。父は曹操。同母弟は曹拠・曹宇。異母兄に曹昂・曹鑠・曹丕・曹彰・曹植・曹彪。

## 生涯
幼少の頃から学問好きで、聡明な上に心優しかったため家臣からの信望も厚く、将来を嘱望されていた。曹操もその才を溺愛し、一時は嫡子曹丕よりも、曹沖を後継者にしようと考えていたほどであった。しかし曹沖はわずか13歳（または12歳）で早世してしまう。死後、鄧哀王と諡された。
曹操の典医華佗は中国史上稀に見る名医だった。しかし曹操が華佗を重用しなかったので、華佗は医学書を取りに行くといって故郷に帰ったまま、2度と帰って来なかった。怒った曹操は、諫める部下の言葉に耳も貸さずに華佗を投獄し、拷問の末に殺してしまった。それを知った曹沖は、嘆きのあまり死んでしまったとされる。
曹操は危篤状態の曹沖を回復させるため、医者のみならず普段は迷信的であるとして馬鹿にしていた「拝み屋」までを各地から集め、祈祷させたという。死後は、同時期に死んだという美しいと評判の甄家の少女の遺体をもらい受け、結婚式と葬式を同時に挙行させたという。吉川幸次郎は「いわゆる冥婚の最も早い例の一つ」と『三国志実録』の中で述べている。
曹沖の死は曹操にとって痛恨の事件であり、大いに嘆き悲しんだ。この時、曹操は曹丕に対し「倉舒（曹沖）の死はわしにとっては大きな悲しみだが、お前にとっては喜びだ。何しろ、これでお前がわしの後継者になれるのだからな」と皮肉を言ったという。また、曹丕自身も即位後に「仮に、亡き兄の子脩（曹昂）が生きていたとしても限界があっただろうが、倉舒が生きていたのなら、わしは主となって天下を治められなかっただろう」と述懐している。

## 逸話

### 象の重さを量る
ある時、孫権から象が贈られてきた。曹操はその重さを臣下らに訊ねたが、誰一人答えられなかった。その時、5歳の幼児だった曹沖は「象を船に乗せ、（重さで船が沈むので）その船の水面の所に印をつけ、（象を下ろして）同じ高さになるまで重しを乗せて、その重さを量ればよろしい（アルキメデスの原理）」と答え、曹操を喜ばせた。

### 鼠の齧り跡
ある時、倉庫に保管していた曹操の鞍が鼠に齧られた。当時、これは不吉なものと思われ、曹操は倉庫の管理者を処罰しようとした。曹沖は門番に3日経ってから自首するように言い渡し、自らの服に穴を開けた上で曹操に対し「世間では鼠に服を齧られると不幸が来ると言われております。」と脅えたふりをした。曹操はこれに対し迷信だと一蹴した。その後、門番が自首したが曹操は笑って処罰を下さなかったという。
ただし、この逸話には別の解釈もある。それによると、曹沖は倉庫番を管理不行き届きの罪から逃れさせるため、自分の服に穴を開けてそれを曹操に見せ、曹操に「身に着けている衣服ですら鼠に齧られるほど鼠が増えているのだから、倉庫の中で壁にかけられていた鞍が齧られてもしょうがない」と思わせることで、倉庫番を無罪にしたというものである。

## 参考資料
- 『三国志 魏書 武文世王公傳』陳寿